# Salsola scopiformis
Salsola scopiformis är en amarantväxtart som beskrevs av Viktor Petrovitj Botjantsev. Salsola scopiformis ingår i släktet sodaörter, och familjen amarantväxter. Inga underarter finns listade i Catalogue of Life.